# ハッピーバースデー 命かがやく瞬間
『ハッピーバースデー〜命かがやく瞬間〜』（ハッピーバースデー いのちかがやくとき）は、青木和雄による児童書。1997年12月に金の星社から刊行。以降、コミック化やアニメ映画化（1999年公開）、ドラマ化（2009年放映）もされており、2005年には文芸書版として刊行されている（文芸書版は『ハッピーバースデー』と改題されており、作者は青木和雄と吉富多美）。原作は65万部、文芸書版は50万部を突破。

## 書籍情報
金の星社版
1997年12月、青木和雄の『心の処方箋シリーズ』第1作として金の星社より刊行。
文芸書版
2005年刊行。タイトルが『ハッピーバースデー』に変更され、青木和雄と吉富多美の共作。幅広い年齢層に読んでもらいたい、後述のアニメの反響等により、静代の背景を知りたいという感想が多く寄せられたことから、原作に加筆・修正をしている。児童書版で詳しく描かれなかった母・静代の心の闇や、娘のあすかを愛せない理由も丹念に描いており、幅広い年齢層に読んでもらえるような内容になっている。
コミック版
上下2巻。児童書版を原作としており、作者は青木・吉富の連名。作画はオ・スギルが担当。
- 『ハッピーバースデー 上』（初版：2005年12月、第8刷：2008年9月、ISBN 4-323-07066-7）
- 『ハッピーバースデー 下』（初版：2006年1月、第7刷：2008年9月、ISBN 4-323-07067-5）

## あらすじ
あすかは母・静代から精神的虐待を受け続けていたが、それでも「母に愛されたい」と思っていた。しかし、あすかの11歳の誕生日に兄・直人から暴言を吐かれ、その直後に母親の非情な言葉を聞いたショックから声を失ってしまう。「生まれてこない方がよかった」とまで思うほど追いつめられるあすかだったが、祖父母の無償の愛によって心の傷を癒し、人々との出会いや別れによって多くのことを学び、成長していく。そして、あすかのその姿を見て、あすかを顧みようとしなかった家族も自分たちの過ちに気づき、自分自身の心を見つめ直し、あすかのことを受け入れていくようになる。

## 登場人物
藤原 あすか（ふじわら あすか）
この物語の主人公。公立小学校の5年生（原作では転校時に進級）。日々母親から精神的虐待を受けており、心の苦しみから逃れるために喉をつまむ癖があり、喉にはそのために出来た痣がくっきり残っている。11歳の誕生日に兄から暴言を吐かれ、その直後に母親の「産まなきゃよかった」という非情な言葉を聞いたショックから声を失ってしまう。祖父母の元での療養や、新しい人々との出会いによって命の大切さを学び、心身ともに成長していく。
藤原 静代（ふじわら しずよ）
あすかの母親。旧名：堀 （ほり ）。通訳と翻訳を請け負う会社で働いている。幼いころ両親が病気がちの姉の春野ばかりを心配し、自分の方を向いてくれなかったことと、あすかの雰囲気や容姿が春野に似ていることのトラウマからあすかに児童虐待を行っている。その一方で出来が良く自分の期待以上の答えを出してくれる直人の事は溺愛していたが、あすかの事や直人自身の考えの変化により後に対立していく。春野にまつわる思い出からモモが嫌い。また、愛されないことに一番敏感になっているため、夫の母との比較に苦しむこともある。
藤原 直人（ふじわら なおと）
あすかの兄。進学校として知られる私立中学に通っている。当初はあすかのことを何一つ思っておらず、あすかの11歳の誕生日の日に軽い気持ちで「お前、生まれてこなきゃよかったよな」と暴言を吐くが、橋本の言葉から妹の心を深く傷つけてしまったことを知り、心から悔やむようになる。それ以降は改心し、自分（と静代）のせいで声を失ったあすかを救うために動き出す。また、自身の家庭のひずみに気が付き、静代と裕治に反発するようになる。後にあすかの指摘を受け、ストレスで次々と退学する友達を見たことから自身の道を考え直し、静代の言う高校への内部進学はせず、単位制高校への進学を決める。
藤原 裕治（ふじわら ゆうじ）
あすかの父親。信託銀行に勤務し、名古屋に単身赴任をしている。
静代やかつての直人同様、あすかの事は二の次に考えている。「より高くより前へ」という考え方であり、自身もそう教えられて育ってきたため本人曰く「机に向かう以外は無駄な時間」だと思っている。マザコンな一面があり、静代と母を比較することも多い。アニメ版には登場しない。
堀（ほり）
あすかの祖父であり、静代の実父。ボランティアや畑仕事をしながら宇都宮でのんびり暮らしている。かつては高校の国語教師をしていた。自分たちの静代への愛情が足りなかったことが、あすかの苦しみに繋がっていると知り、申し訳ないと思っている。
あすかが宇都宮から横浜に帰った後、橋本先生と交流をするようになるが、物語後半で突然倒れ、帰らぬ人となる。(アニメ版では最後まで生存)
堀 正子（ほり まさこ）
あすかの祖母であり、静代の実母。病弱だった長女の春野ばかりに目が向いている一方、完全に静代を放置していたわけではないものの、静代の心情を理解できておらず、寂しさで泣いていた静代を叱るなどしてかなりきつく当たっていた。そうした静代に対する彼女の態度がその心に悪影響を及ぼし、春野を孤独のまま死なせ、あすかへの虐待にも繋がってしまった。夫同様に静代とあすかを苦しめてしまったことを後悔している。
堀 春野（ほり はるの）
静代の死んだ姉。容姿があすかに似ている。生まれつき心臓病を患っており、わずか16歳で他界している。穏やかな性格で、妹の静代のことも好きだったが、病気がちなために両親を独占することが多く、静代には妬まれていた。庭に植えられている誕生の木はモモであり、それが静代のトラウマの対象になってしまっている。
橋本 敦子（はしもと あつこ）
あすかが通っていた桜小学校5年1組の担任。あすかの異変に気付き、内面のケアをしようとする。そのことを心配して、あすかが転校した後も、手紙などであすかの祖父母と交流している。原作終盤では娘が生まれている。
アニメ版では黒沢が登場しない代わりに設定が変更されており、終盤まで通して登場する。順子へのいじめに気がつかず、エスケープ事件が起きたことで後悔する。
金沢 順子（かなざわ じゅんこ）
あすかの転校先の青葉小学校6年2組の女子児童。、クラスにおけるいじめられっ子で、貧しい家庭環境と冴えない容貌から「カナキン」と呼ばれている。いじめの辛さから一度は死を考えるが、あすかの説得により思いとどまった。その後、周りの女子達に唆されたこともあり真知子へのいじめを行ったが、学級会を機にいじめを止めた。
アニメ版ではエスケープ後、真知子へのいじめを行う描写がカットされている。
野村 真知子（のむら まちこ）
あすかの転校先の青葉小学校6年2組の女子児童で、女子のリーダー格。当初は大輔達とともに順子をいじめていたが、順子が学校からエスケープした一件の数日後に自分も順子と同じようにいじめられることになってしまう。
小林 大輔（こばやし だいすけ）
あすかの転校先の青葉小学校6年2組の男子児童。真知子同様クラスのリーダー的存在。真知子と共謀し順子をいじめ、クラスから追放したこともある。順子がエスケープした後自分のやったことの愚かさを知り後悔する。
アニメ版では彼に対しての設定が変更されており、あすかと同じように母親から虐待を受け、離婚した父親の元で暮らしていることが判明する。めぐみを始めとする養護学校の児童たちを思いやるなど、優しい一面も見せる。
浜本 晶（はまもと あきら）
あすかの転校先の青葉小学校6年2組の友達。メガネをかけている。クラス全体による順子へのいじめを見て見ぬふりをしてきたが、あすかの言葉により変わっていく。
アニメ版では「晶子（あきこ）」という名前に変更されている。
吉浦 茂（よしうら　しげる）
あすかの転校先の青葉小学校6年2組の友達。男子。学級委員。あすかが黒沢先生に逆らい交流委員をひき受けたときのカッコよさに惹かれ、あすかのことが好きになった。
青田 祥司（あおた　しょうじ）
あすかの転校先の青葉小学校6年2組の友達。男子。交流委員。サッカークラブに通う。
黒沢 修（くろさわ おさむ）
あすかの転校先の青葉小学校6年2組の担任。いわゆる事なかれ主義で、順子が他の生徒に対するいじめを嫌がって学校を脱走した際には、彼女の安否を気づかうよりも苛立ちのほうが先立っていた上に、普段から順子へのいじめを助長するような発言さえしていた。教師でありながら涙もろく泣き出したりすることもあるため、クラスの児童たちにも見放されている。アニメ版ではあすかの転校がないので登場しない。
ドラマ版では、原作の橋本の設定を引き継いでおり、あすかの理解者となっている。
伊藤美紀子 (いとう みきこ)
青葉小学校の養護教諭。体格のいい女性。
心優しい性格で、エスケープをしたあすかと順子達が学校に帰ってきた際には担任の黒沢先生とは反対に真っ先に無事を喜んだ他、順子がいじめを受けていると告白した際にはきちんと話を聞き、その後も度々あすか達の手助けに入っている。
杉本 めぐみ（すぎもと めぐみ）
青葉小学校と隣接している養護学校に通うあすか達と同学年の児童。三つ編みにした髪に花飾りをつけている。重度の重複障害を抱え、自力での移動ができないため、普段は寝たきりで移動はバギーを使っている。身体的にも虚弱で余命が短い事が示唆されているが、呼びかけに反応して声を出して笑うなど感情豊か。休み時間にあすかが養護学校に顔を見せるようになり、強い絆で結ばれていくが、その後病状が悪化し、短い生涯を終えた。
アニメ映画版では苗字が「花村（はなむら）」となり、終盤では亡くなった後にあすかたちが彼女の誕生日会を開いている。
杉本 薫（すぎもと　かおる）
めぐみの母親。生まれてすぐに重い障害を持ち、長く生きられないだろうと言われためぐみを大事に育ててきた。あすかをピクニックに誘ったり、めぐみが亡くなった際は抱き合って涙を流すなど、あすかを実の娘のように優しく接する。
アニメ版では娘と共に名前が変更されており、「花村桂子」となっている。
杉本 徹郎 (すぎもと　てつろう)
めぐみの父親。妻同様にあすかを実の娘のように可愛がっている。
アニメ版では妻と娘同様名前が変更されており、「花村孝」と設定されている。

真田（さなだ）
めぐみが通う養護学校の男性教師。筋肉質な体躯とおおらかな性格の持ち主。余命の短いめぐみを常に心配している。
星 なつき（ほし なつき）
文芸書版に登場する人物。静代とは年下ではあるが彼女の上司を務めている。有能で、見事なまでの語学力を有している。静代の心の弱さを見抜いており、キツい物言いで接する。自身も母親から愛されなかった経験があり、自身とあすか、静代と実母を重ねて見ている。
ドラマ版にも登場する。

## 鍵となる設定
宇都宮の祖父母の家には、春野（モモ）・直人（ナシ）・あすか（アンズ）の誕生記念の木が植えてあるが、静代の木はない。静代が生まれた日に春野の手術があり木を植えることができなかったというのが理由であり、その後も改めて植えることもしなかったことから、いかに彼らが春野のことにばかり目がいっていたかを表している。文芸書版では、あすかが療養を終えた後、静代の誕生の木としてコブシを植えようとする描写が登場する。
静代は一度だけ両親との団欒を過ごしたことがあったが、その際入院中の春野の危篤の連絡を受けた静代は、自分と両親との数少ない団欒を両親が病院に行くことでぶち壊されるのが嫌だったため、両親にそのことを告げなかった。結果、春野は家族に看取られず独りで亡くなり、この団欒を最後に静代は好物だった水蜜桃を食べなくなり、モモが嫌いになる。

## アニメ映画
1999年に公開。

### スタッフ
- 原作：青木和雄
- 監督：出﨑哲
- プロデューサー：桂壮三郎、出崎哲
- 脚本・キャラクターデザイン・絵コンテ：四分一節子
- 脚色原案：小出一巳
- 演出：棚橋一徳
- 作画監督：小林ゆかり
- 美術監督：脇威志
- 色彩設定：鈴城るみ子
- 撮影監督：升沢達也
- 音楽：中島優貴
- 音響監督：清水勝則
- アニメーション制作：マジックバス

### キャスト
- 藤原あすか：佐久間信子
- 藤原静代：田島令子
- 藤原直人：岡野浩介
- 花村めぐみ：増田ゆき
- 修造：小島敏彦
- 小林大輔：桜井敏治
- 金沢順子：川田妙子
- 浜本晶子：川上とも子
- 吉浦茂：本田貴子
- さとる：津村まこと
- 宏：飛志津ゆかり
- 野村真智子：半場友恵
- 橋本先生：佐々木優子
- 真田先生：遠近孝一
- 校長先生：福田信昭
- 順子の父：広瀬正志
- 正子：谷育子
- 花村桂子：ならはしみき
- 花村孝：室園丈裕
- 藤原静代（12歳）：平松晶子

## ラジオドラマ
2007年1月22日から同月26日まで、NHK-FM放送の「青春アドベンチャー」枠において『ハッピーバースデー』のタイトルでラジオドラマが放送された（全5回）。ストーリーは、文芸書版を元にしている。

### スタッフ
- 原作：青木和雄・吉富多美
- 脚色：山下君子
- 音楽：内山周作
- 演出：小島史敬
- 音響効果：三谷直樹
- 技術：長谷川忠昭
- 制作統括：青木信也

### キャスト
- 藤原あすか：永井杏
- 藤原静代：松田美由紀
- 藤原直人：松川尚瑠輝
- じいちゃん：長門裕之
- ばあちゃん：喜多道枝
- 金沢順子：新谷七聖
- 橋本先生：葛木英
- 浜本晶：河口舞華
- 大輔：海鋒拓也
- 校長：野村信次
- 順子の父：菊地一浩
- 黒沢先生：白川周作

## 舞台

### 演劇集団フリーダム公演
株式会社フリーダムエンタテイメント（演劇集団フリーダム）によって、2007年7月13日の九州の学校巡演を皮切りにスタートした。この作品には、ミュージカル版とストレートプレイ版が存在し、ミュージカル版は児童書版がベースとなっており、ストレートプレイ版は文芸書版がベースとなっている。2008年11月に第1回福岡市民参加型ミュージカルとして始まった市民参加型ミュージカルは、2010年に第2回福岡市民参加型ミュージカル、2011年には東京都民参加型ミュージカルとして発展している。

#### スタッフ
- 原作：青木和雄・吉富多美
- 脚本・演出：坂口聡
- 振付：氷室敬子、中島GEN元治、中島美芽、落満信幸
- 美術：市川洋
- 照明：釘宮照良
- 音響：吉岡資朗
- SE編集：余瀬正
- 大道具：ジャンクランド
- 小道具：吉川友加里、北村美弥子
- 衣装：浜川園美、吉田周未、宮地悦子
- 稽古場進行：しおん
- 写真・ビデオ録画：おとじろう
- 表方：松尾知美、山本佳代子、山田菅子、豊島絹美
- 出演協力：ヴァンズエンタテイメント福岡、A-プロジェクト、j-jack、第一薬科大学付属高等学校（芸能コース）
- 協賛：株式会社ふくや
- 制作協力：有限会社花クラヤ
- 制作総指揮：清水聖
- 企画・制作：株式会社フリーダムエンタテイメント

#### キャスト
- 藤原あすか：西村優
- 藤原直人：乾弘満
- 藤原静代：しおん
- 祖父：杉山春行
- 祖母：吉田周未
- アンズの精：浜川園美
- モモの精：山田彩子
- ナシの精：宮地悦子
- トマトの精：工藤美幸
- 青虫の精：隈井理絵
- メリー：別府実紗紀
- 草の精：井村智美
- 草の精：平田愛咲
- 草の精：大谷美咲
- 草の精：富永妃美子
- 草の精：濱田亜邪
- 草の精：野中めぐみ
- 草の精：野中ななみ
- 小林大輔：北村美弥子
- 宏：平田愛咲
- 光男：坂本一徳（坂本瑠依）、井村智美
- 晶子：大谷美咲、富永妃美花
- かおり：濱田亜邪
- 金沢順子：吉川友加里
- 校長先生：津留崎義人
- 橋本先生：今給黎早
- 順子の父：中村大悟
- 幼少期の春野：野中めぐみ
- 幼少期の静代：野中ななみ

### 水木英昭プロデュース公演
原作者である吉富多美とミュージカル俳優の土居裕子と現場の中学校教員である葛川幸恵が企画をし、水木英昭プロデュースとタッグを組み、Entertainment Human Theater! 紀伊國屋書店提携公演として『ハッピーバースデー～命の唄～』の題名で2023年10月25日から29日にかけて舞台化した。

#### スタッフ
- 原作：「ハッピーバースデー」青木和雄、吉富多美 作／金の星社刊）
- 構成・脚本・演出：水木英昭
- 音楽：髙木茂治
- テーマ曲作曲：亜季緒[7]
- 振付演出：南流石
- 映像：ハマムラキイチロ・新上博巳（ACファクトリー）

#### キャスト
- 藤原あすか：上野彩喜 / 矢野沙羅　※ダブルキャスト
- 藤原静代：亜季緒
- 藤原直人：川口調
- 祖父：螢雪次朗
- 祖母：土居裕子
- 富田翔
- 田中稔彦
- 河原田巧也
- 杉本有美
- 佃井皆美
- 石賀和輝
- 関口満紀枝
- 原育美
- 菅原ブリタニー
- 戸塚世那 / 米本奏哉　※ダブルキャスト
- 鳥羽瀬璃音花 / 中森美結　※ダブルキャスト
- 入内島悠平
- 松原瑚春 / 照屋音色　※ダブルキャスト
- 栗崎菜緒 / 吉村まいり　※ダブルキャスト
- 村田充

ゲストミュージシャン出演
- 鈴木栄奈（Keyboard）
- 小夜子（Violin）

## 朗読劇
神奈川県で11月の児童虐待防止推進月間で行われ、他に春先の時期や他の県でも公演されている。出演者はすべて賢プロダクション所属の声優および付属養成所の研修生。いずれもチャリティによるもので、収益金は「神奈川子ども未来ファンド」他、に寄付されている。

### 公演日
- 2007年11月3日 関内ホール（神奈川県横浜市）
- 2009年3月22日 相模原市民会館（神奈川県相模原市）
- 2009年11月14日 関内ホール（神奈川県横浜市）
- 2010年2月13日 ベイシア文化ホール（群馬県民会館・群馬県前橋市）
- 2010年11月27日 川崎市多摩市民館（神奈川県川崎市多摩区）
- 2011年11月26日 関内ホール（神奈川県横浜市）
- 2012年11月10日 横須賀市文化会館（神奈川県横須賀市）
- 2013年11月30日 関内ホール（神奈川県横浜市）
- 2014年11月2日 淑徳大学千葉キャンパス 5号館201教室（千葉県千葉市）
- 2015年1月25日 小田原市民会館（神奈川県小田原市）
- 2016年12月4日 石川県女性センター（石川県金沢市）
- 2019年3月2月 金沢市文化ホール（石川県金沢市）

### スタッフ
- 原作：青木和雄・吉富多美
- 演出：二瓶紀六
- 脚色：渡辺利弥

### キャスト
- 藤原あすか：安武みゆき（2007年 - 2011年）、稲川英里（2012年 - 2019年）
- 藤原静代：はやみけい（旧：速見圭）
- 藤原直人：斎賀みつき（2007年 - 2013年・2015年・2019年）、相楽信頼（2014年・2016年）
- 藤原裕治・順子の父（二役）：遠藤大智（2007年 - 2011年）、荻野晴朗（2012年 - 2019年）
- じいちゃん・ナレーション：内海賢二（2007年 - 2012年）、田原アルノ（2013年、2015年 - 2019年）、土方優人（2014年）
- ばあちゃん：野村道子
- 橋本先生・野村真知子（二役）：岩居由希子（2007年 - 2011年）、小橋知子（2012年 - 2019年）
- 浜本晶・男児B（二役）：小橋知子（2007年 - 2011年）、中嶋アキ（2012年 - 2019年）
- 吉浦茂・男児A（二役）：代永翼（2007年 - 2011年）、鈴木晴久（2012年 - 2019年）
- 小林大輔・女児B（二役）：西墻由香（2009年 - 2010年）、日野未歩（2012年 - 2019年）
- 金沢順子・女児C（二役）：小平有希（2007年 - 2011年）、平井祥恵（2012年 - 2019年）
- 星なつき（再々演公演より登場）：甲斐田裕子（2009年、2011年 - 2019年）名塚佳織（2010年[8]）

## オーディオブック
2009年11月20日よりオーディオブック配信サービスのFeBeより配信。

### スタッフ
- 著者：青木和雄・吉冨多美
- 演出：伊藤誠敏
- 音楽：tune.k

### キャスト
- 藤原あすか：斎藤千和
- 藤原直人：石田彰
- 藤原静代：沢海陽子
- 藤原裕治：堀内賢雄
- 祖父：内海賢二
- 祖母：斎藤昌
- 橋本敦子：甲斐田裕子
- 真田：伊丸岡篤
- 黒澤修：保村真
- 浜本晶：木川絵理子
- 吉浦茂：五十嵐裕美
- 青田祥司：小幡記子
- 金沢順子：小野涼子
- 野村真知子：中嶋アキ
- 杉本薫：斎藤恵理
- 杉本徹郎：坂本くんぺい
- 順子の父親：遠藤大智
- 星なつき：野田順子
- ナレーション：田中敦子

## テレビドラマ
2009年11月21日の21:00 - 23:10 (JST) に、フジテレビ開局50周年3夜連続スペシャル『探そう!ニッポン人の忘れもの』第2夜の位置付けで、かつ『ハッピーバースデー』というタイトルのスペシャルドラマとして『土曜プレミアム』枠内で放送された。視聴率10.9%。

### スタッフ
- 原作：青木和雄・吉富多美
- 脚本：山崎淳也
- 監督：永山耕三（フジテレビドラマ制作センター）
- 音楽：延近輝之
- 技術協力：ビデオスタッフ
- 照明協力：ザ・ホライズン
- ロケ協力：信州上田フィルムコミッション、諏訪圏フィルムコミッション、しなの鉄道 ほか
- プロデュース：中村百合子、斉藤あや
- 制作総指揮：西渕憲司
- 制作：フジテレビ情報制作センター

### キャスト
- 藤原あすか：大橋のぞみ
主人公。母親の精神的虐待を受け続け、声が出なくなる。母方の祖父母の家へ行った際にはその近所に住む老人のノノじいと出会って親しくなる。しかしそんなノノじいはある日突然亡くなってしまい、そのノノじいの死をきっかけに再び声が出るようになった。
- 藤原静代：木村佳乃
あすかの母。幼少時のトラウマからあすかに虐待を加え続けている。
- 藤原直人：鈴木宗太郎
あすかの兄。中学受験を控え勤勉に励んでいる。母からの愛情を一身に受け育つが、あすかが声を失ったことをきっかけに次第に自身の家庭のひずみに気づき､あすかを救おうと祖父母と共に奮闘する｡
- 藤原裕治：勝村政信
あすかの父。現在単身赴任中。仕事第一主義で家庭のことは妻に担当させている。妻同様、あすかのことは二の次に考えている。
- 堀正子：加賀まりこ
あすかの祖母（静代の母）。
- 堀道夫：伊東四朗
あすかの祖父（静代の父）。
- 堀春野：大橋のぞみ※二役主演
静代の姉。静代が子供の頃に他界している。
- 黒沢修：田中裕二（爆笑問題）※友情出演
あすかが通う小学校の教師。あすかの異変に気づき、しゃべれないのにあすかが必死に「母親に愛されるようないい子になりたい」と口を動かしていたことを静代に伝える｡
- 野々宮大悟：三國連太郎※特別出演
あすかの祖父母の近所に住む老人。草笛が得意。あすかと出会って親しくなり、そのあすかからは「ノノじい」と呼ばれ慕われるようになる。ある日突然亡くなり、自身の死をきっかけにあすかは再び声が出るようになった。
- 星なつき：星野真里
静代が勤務する会社の上司。
- 前川泰之、小林隆、岸博之、天田暦、浜田道彦、ふくまつみ、仲野元子、加藤四朗、川口圭子、水野由結、Riccardo.B

## 朗読×芝居×映像×音楽
2016年11月9日から2016年11月15日にアトリエファンファーレ高円寺にて公演。MASTERPIECE THEATER企画制作、株式会社スタンダードソング主催で、朗読・芝居・映像・音楽の要素を融合した演出で舞台化された。

### スタッフ
- 原作：青木和雄・吉富多美
- 演出：横山仁一
- 上演台本・監修：宇治川まさなり
- 企画制作：MASTERPIECE THEATER
- 協賛：一般社団法人 花のある街振興会
- 主催：株式会社スタンダードソング

### キャスト（公式HP配役公表分）
- 藤原あすか：荒井レイラ
- 藤原静代：武者真由
- 橋本先生：戸島花 (ダブルキャスト、GREEN公演)

### 出演者（公式HP配役非公表分）
- 重友健治
- 鈴木秀和
- 綾津ユリ
- 大日方絢子(ダブルキャスト、GREEN公演)
- 織田あいか(ダブルキャスト、BLUE公演)
- 木下珠希
- 宍倉香織
- 鈴木唯
- 富田未来(ダブルキャスト、BLUE公演)
- 本郷まい
- 茂木綾音
- 山﨑絵里佳
- 小林篤
- 田邊敬太